# Camelopardalis A
Camelopardalis A, o Cam A, è una galassia nana situata in direzione della costellazione della Giraffa alla distanza di circa 5,35 milioni di anni luce dalla Terra. È stata scoperta nel 1984 analizzando lastre fotografiche del Palomar Observatory Sky Survey per il rinvenimento di oggetti estesi con bassissima luminosità superficiale, caratteristiche previste per le galassie nane vicine.
La ricerca ha dato luogo alla individuazione di dieci oggetti potenzialmente interessanti. Di questi dieci oggetti, sette sono risultate essere nebulose planetarie, uno era una nova, e due erano galassie, la Camelopardalis A e UGCA 92. Le due galassie individuate vennero ritenute parte del Gruppo Locale, la concentrazione di galassie di cui fa parte anche la nostra Via Lattea.
Uno studio dettagliato ne ha rivelato la sua struttura sferoidale, contenente una popolazione stellare abbastanza omogenea di giganti rosse, e ha permesso di stabilirne la distanza di 1,64 Megaparsec.
Camelopardalis A è poi risultata troppo distante per poter far parte del Gruppo Locale e, come UGCA 92, è in realtà un componente del gruppo IC 342/Maffei. All'interno di questo gruppo è collocata nel sottogruppo di IC 342 ed associata alla vicina galassia NGC 1560.